# MotorStorm
MotorStorm es una saga de videojuegos de carreras desarrollado por Evolution Studios y publicado por Sony Computer Entertainment para PlayStation 3 y PSP de Sony, posteriormente salió una adaptación para PlayStation 2 en diciembre de 2009. Fue inicialmente anunciado en el E3 de 2005, pero fue lanzado al mercado en diciembre de 2006 en Japón, y en marzo de 2007 en el resto del mundo.[cita requerida]
El juego contiene diversas clases de vehículos disponibles para conducir, como autos, monster truck, coches rally, motos, camiones y buggies, entre otros. Cada pista de competición contiene diversas rutas por las cuales pueden ser atravesadas, cada una adecuada para un tipo distinto de vehículo, de modo que la carrera siempre esté equilibrada. Los efectos del juego (como las salpicaduras de lodo, marcas de neumático y choques) ocurren en tiempo real, y se conservan durante toda la partida; de ese modo, si un vehículo pierde una rueda durante la carrera, ésta permanecerá tirada en el mismo sitio donde cayó inicialmente.
Las pistas contienen gran cantidad de obstáculos, saltos, y fosas de lodo, entre muchos otros. Las carreras generalmente son eventos de 2 vueltas, con entre dos y quince competidores.
El juego se convirtió en el primero de su saga cuando se estrenó su continuación, MotorStorm: Pacific Rift, a finales de 2008.